# اندیس آنومالی خسروی
آنومالی خسروی یک اندیس فلزی است که در حوالی شهر سهل آباد استان خراسان قرار دارد و مادهٔ معدنی موجود در آن، طلا است. سنگ میزبان این اندیس آندزیت، شیل، توف، ماسه سنگ، دیاباز، گابرو، داسیت، مارن، سنگ آهک است.